# Ванко Нешев
Ванко Нешев (или Нешов) е търговец и общественик отпреди Освобождението, кмет на Видин.

## Биография
Роден е през 1825 г. в град Видин.
Участник  борбата за църковна независимост. Основател и по-късно (1873) председател на местното читалище "Цвят".
Нешев е член на тайния революционен комитет във Видин, като заедно с него в комитета са Петър Пигулев, Мито Вельов и Петър Миков. След Освобождението е председател на градския съвет (кмет) между 21 юни 1878 и 31 януари 1880. 
Като такъв е участник "по право" в Учредителното събрание в Търново през 1879 г. 
По време на неговия мандат като кмет започва да се осигурява безплатна медицинска помощ, правят се прегледи на добитъка за клане и месото. На 31 януари 1880 г. е уволнен, но на 1 ноември същата година отново е назначен за кмет. По време на мандата му е създаден Апелативен областен съд на Видинската губерния. .